# Golden (Irlanda)
Golden (in irlandese: An Gabhailín) è un villaggio di circa 300 abitanti dell'Irlanda meridionale, facente parte della contea di Tipperary e situato lungo il corso del fiume Suir.

## Geografia fisica
Golden si trova tra Tipperary e Cashel (rispettivamente ad est della prima e ad ovest della seconda), a circa 3 km,  ad est di Thomastown.

## Origini del nome
Il significato del toponimo gaelico An Gabhailín è "piccola forchetta".

## Monumenti e luoghi d'interesse

### Athassel Priory
Tra i principali monumenti di Golden, figura l'Athassel Priory, un'abbazia agostiniana in rovina costruita nel XII secolo per volere di William Fitz-Aldhelm de Burgh e distrutta da un incendio nel 1447.
|  |

### Castello di Golden
Altro monumento di Golden è una torre medievale, che è tutto ciò che rimane del castello di Golden, risalente forse al XIV secolo.

## Società

### Evoluzione demografica
Al censimento del 2011, Golden contava una popolazione pari a 269 abitanti.
La località ha quindi conosciuto un incremento demografico rispetto al 2008, quando contava 255 abitanti, al 2002, quando contava 268 abitanti, e al 1996, quando contava 262 abitanti, ma un decremento demografico rispetto al 1991, quando contava 293 abitanti.